# پایگاه هوایی مریمک ولی سیپلین
پایگاه هوایی مریمک ولی سیپلین (به انگلیسی: Merrimack Valley Seaplane Base) یک فرودگاه همگانی بهره‌برداری هوایی است که یک باند فرود آب دارد و طول باند آن ۱۵۲۴ متر است. این فرودگاه در شهر مثوئن، ماساچوست کشور ایالات متحده آمریکا قرار دارد و در ارتفاع ۱۵ متری از سطح دریا واقع شده‌است.